# 마이크로소프트 오피스 믹스
마이크로소프트 오피스 믹스는 마이크로소프트가 오피스 제품군의 일부로 제공하는 서비스이다. 2014년에 도입된 오피스 믹스는 2018년 5월 1일까지 오피스 365 구독의 일부로 제공되었다. 현재 Office Mix의 웹 사이트는 활성이긴하나, 사이트를 방문하면 서비스를 사용할 수 없다는 메시지가 나타난다.
오피스 믹스(Office Mix)는 교사들이 대화형 수업 프레젠테이션을 만드는 것을 돕기 위한 교육 서비스였으며, 파워포인트 프로그램에 통합된 오피스 추가 기능으로 제작됐다. 사용자가 프레젠테이션을 제작한 뒤, 믹스를 통해 컴퓨터 비디오 형식으로 내보내거나 온라인 오피스 365 비디오 플랫폼에 게시해 공유할 수 있는 기능이었다. 또한 분석 도구를 통해 자신의 창작물을 보는 사용자에 대한 통계 데이터를 확인할 수 있다. 이 서비스는 오피스 2013과 오피스 2016에서 사용할 수 있었으며 마이크로소프트 윈도우 운영 체제에서만 사용할 수 있었다.

## 설치
Office Mix는 파워포인트 프로그램에 포함되지 않았으나,  mix.office.com 웹사이트를 통해 오피스 믹스 추가 기능을 얻을 수 있었다. 이를 통해 Office Mix 추가 기능을 파워포인트 프로그램에 통합할 수 있었다. 웹사이트에 접속하면 애플리케이션의 인터페이스에 "믹스(Mix)"라는 이름의 글로벌 탭이 나타나는 것이 해당 기능이다.
참고: 사용자는 자신의 개인 Microsoft 계정이나 조직 또는 기관에서 관리하는 계정 또는 Google 계정 또는 Facebook 계정과 같은 호환되는 외부 SSO 서비스를 통해 활성 Office 365 구독에 대한 소유권을 증명해야 한다.

## 특징
Office Mix에는 다음과 같은 기능이 있었다:
- PowerPoint 프레젠테이션에 주석을 달고 내레이션, 투표 및 화면 캡처를 직접 삽입할 수 있음

- 저작물을 컴퓨터 비디오 형식으로 내보내거나 온라인 Office 365 비디오 플랫폼에 게시하여 Office Mix가 사용자의 창작물을 공유

- 분석 도구를 통해 자신의 창작물을 보는 사용자에 대한 통계 데이터를 생성 및 열람할 수 있음

## 서비스 정지
2018년 5월 1일을 기점으로 오피스 믹스 서비스는 마이크로소프트에 의해 공식적으로 종료되었으며 종료 전, 플랫폼의 모든 콘텐츠를 저장하라는 이메일 알림을 보낸 후 고객이 액세스할 수 없게 되었다. 이후 오피스 믹스의 기능들은 파워포인트 프로그램에 내장되어 오피스 365 구독을 통해 오피스 사용자들에게 제공되고 있다.